# Maria Mambo Café
Maria Mambo Café (6 tháng 2 năm 1945 – 1 tháng 12 năm 2013) là một nhà kinh tế và chính trị gia người Angola. Bà là một thành viên thành công của Phong trào phổ biến giải phóng Angola – Đảng Lao động (MPLA)

## Tiểu sử
Café sinh năm 1945 ở Tỉnh Cabinda, một vùng lãnh thổ của Angola ở phía bắc của đất nước. Bà đã nhận được bằng về kinh tế tại Liên Xô vào năm 1968. Café tham gia vào phong trào độc lập của người Anh, từ Kinshasa ngày nay ở Cộng hòa Dân chủ Congo trước khi trở về Angola vào năm 1974. Bà tham gia vào các cuộc đàm phán Thỏa thuận Alvor được ký kết vào ngày 15 tháng 1 năm 1975 và dẫn đến Angola được độc lập. Sau khi độc lập, bà được coi là thành viên trung thành của MPLA, người có thể đưa mọi người lại gần nhau.
Sự nghiệp của Café bắt đầu vào năm 1977 khi cô được bổ nhiệm làm Phó Bộ trưởng Thương mại nội bộ, kéo dài đến năm 1978. Năm 1982, Café được bổ nhiệm làm Bộ trưởng Bộ Xã hội, trở thành người phụ nữ đầu tiên ở Angola được bổ nhiệm vào vị trí nội các. Năm 1986, bà rời vị trí cũ để trở thành Phó Thủ tướng và Bộ trưởng Nhà nước về lĩnh vực kinh tế và xã hội, kết thúc vào nhiệm kì năm 1988. Bà được xem là một trong những "siêu bộ trưởng" từ năm 1986 đến 1987. Sau khi cải tổ nội các, Café trở thành thư ký cho các vấn đề của giới trẻ. Năm 1990, bà được bổ nhiệm một thời gian ngắn làm Thống đốc của vùng giàu dầu mỏ và tranh chấp Tỉnh Cabinda. Bà rời vị trí trong cùng năm. Bà suýt mất vị trí trong Ủy ban Trung ương của MPLA. Năm 1992, bà được bầu vào Hội đồng nhân dân.
Theo báo cáo phương tiện truyền thông, cho đến khi bà qua đời, bà là một trong 100 người Angola giàu nhất với tài sản hơn 100 triệu đô la. Bà đã chủ trì cuộc họp của các cổ đông của Ngân hàng Thương mại và Công nghiệp. Bà là một trong một số thành viên của Ủy ban Trung ương của MPLA đã nhận được 10 triệu đô la từ Banco Espírito Santo Angola để phát triển các dự án mà họ muốn, mà không phải cung cấp bất kỳ khoản tiền bảo hiểm nào cho ngân hàng.
Café qua đời vào ngày 1 tháng 12 năm 2013 in Lisbon, Bồ Đào Nha khi bà 68 tuổi. Bà được chôn cất tại nghĩa trang Alto das Cruzes ở Luanda vào ngày 6 tháng 12. Văn phòng chính trị của Angola vinh danh bà trong một tuyên bố có nội dung: "Đồng chí Mambo Café 'Tchyina" nắm giữ một sự nghiệp chính trị hoàn hảo và đáng ghen tị trong cuộc đấu tranh cho tự do và dân chủ ở Angola và Thế giới." Sân bay Maria Mambo Café ở phía bắc tỉnh Cabinda được đặt tên theo bà để vinh danh bà.